# Battlefield: Bad Company
Battlefield: Bad Company é um jogo eletrônico de tiro em primeira pessoa desenvolvido pela DICE e publicado pela Electronic Arts para PlayStation 3 e Xbox 360. É parte da série Battlefield. Foi lançado na América do Norte em 23 de junho de 2008, seguido por um lançamento europeu em 26 de junho. O jogo foi sugerido pouco antes do lançamento de Battlefield 2, e anunciado dezesseis meses depois. Uma sequência direta, Battlefield: Bad Company 2, foi lançada para PlayStation 3, Xbox 360 e Windows em 2 de março de 2010.
O jogador controla o protagonista Soldado Preston Marlowe e suas façanhas para roubar ouro de mercenários junto com seu esquadrão, em meio a uma hipotética guerra entre os Estados Unidos e a Rússia. O jogo apresenta algumas novas características para a franquia, o novo motor gráfico Frostbite inclui um aperfeiçoamento de som dos combates e estruturas que podem ser quase totalmente destruídas, deixando somente as bases dos prédios e certas estruturas metálicas como antenas e guindastes. A ambientação das missões da campanha em single-player e alguns mapas do modo Multiplayer acontecem na Rússia, no país fictício do Leste Europeu chamado Serdaristan, e em um país sem nome do Oriente Médio, numa cidade chamada Sadiz, que é supostamente localizada em algum lugar no Mar Cáspio.

## Jogabilidade
Durante o jogo, o jogador pode carregar uma arma primária, cada uma tendo sua própria arma secundária, além de granadas e outros dispositivos e explosivos que podem ser achados. O sistema de sangue é diferente da maioria dos jogos. Dano ao jogador é mostrado através de um sistema de 100 pontos que é reduzido pelo dano sofrido. Os jogadores precisam se recuperar usando um sistema com kits de primeiros socorros estrategicamente feito (colocado por um médico). Jogadores feridos se curam usando o auto-injetor LIFE-2. O ambiente é quase inteiramente destrutível, mas balas não penetram a maioria das paredes. O sistema de munição usa um contador de balas, mostrado no HUD, e os jogadores podem reparar seus veículos infinitamente com ferramentas a menos que eles estejam completamente destruídos. Ataques aéreos e morteiros também podem ser utilizados.

## Sinopse
A trama de Battlefield: Bad Company gira em torno de um esquadrão de quatro militares indisciplinados durante uma hipotética guerra fictícia num futuro próximo que coloca a Federação Russa contra os Estados Unidos. O esquadrão é parte da "B" Company do 222º Batalhão do Exército americano, mais conhecido como "Bad Company". A companhia é composta de desordeiros insubordinados, cujo uso no campo de batalha é limitado ao posto de infante de linha de frente. Os "Bad Company" são geralmente enviados antes das forças principais, pois são considerados "sem valor".

### Personagens
O Esquadrão consiste de: Soldado Preston Marlowe, o protagonista do jogo (colocado na B-Company por dar um passeio em um dos helicópteros da sua instalação, avariando o helicóptero e a limousine de um general). Soldado Terrence Sweetwater (colocado na B-Company por colocar um vírus numa rede militar protegida) é um soldado inteligente com um seco senso de humor, que adora falar. Ele serve de contraste para o Soldado George Gordon Haggard Jr, conhecido como Haggard. Haggard proporciona cenas cômicas e é piromaníaco. Haggard foi colocado na B-Company por explodir um depósito de munição. É mencionado no manual da Edição Gold, no seu perfil, que Haggard explodiu a latrina de um oficial com uma claymore. Sargento Samuel D. Redford é o líder do esquadrão. Ele foi o primeiro a ser voluntário para a sua posição, apesar da alta taxa de mortalidade da companhia. Em troca, o Exército iria encurtar o seu tempo de serviço. Redford mostra o seu amor à pesca, e no início do jogo tem apenas 3 dias restando até o término do seu tempo de serviço.

### Enredo
Depois que o personagem principal, Preston Marlowe, chega, ele conhece e em seguida embarca com o seu novo esquadrão. Depois de sobreviver à uma emboscada, protegendo uma faixa de território, e de ser atacado com artilharia pesada, Sweetwater tropeça no corpo de um mercenário de um grupo chamado "Legionários"; O seu líder é "O Legionário", um comandante mercenário impiedoso. O seu lema é a frase em Latim "Acta Non Verba", que significa literalmente "ação e não palavras". Os Legionários são provavelmente o exército mais mortal do mundo, de acordo com Sweetwater, que também menciona que são pagos com barras sólidas de ouro. Excitado, Haggard vasculha o cadáver por "um pulso nos seus bolsos" e tira uma barra pequena de ouro dos bolsos do cadáver. Em seguida eles são levados de helicóptero para uma cidade chamada Zabograd, onde atacam um depósito de armas e de combustível. São dadas a eles ordens para ajudar a proteger tanques do Exército Americano no caminho para infiltrar Zabograd. Eles invadem a cidade com sucesso. A curiosidade os desvia da sua segunda missão quando eles encontram mais Legionários carregando um caminhão com ouro. O caminhão termina passando a fronteira para o país fictício do Leste Europeu chamado Serdaristan. Como Serdaristan é neutro no conflito entre os Estados Unidos e Rússia, o esquadrão é impedido de seguir os caminhões, e Redford ordena para que o esquadrão retorne. Haggard, no entanto, perde o controle com a expectativa de pegar o ouro e corre do esquadrão, gritando e abrindo fogo.
O Esquadrão persegue Haggard na tentativa de impedi-lo de causar mais danos. Quando conseguem pega-lo, Redford o ameaça de ser processado em corte marcial. A coordenadora da missão Mike-One-Juliet chama Redford e os reprimenda por seus atos. Redford seria sujeito a uma corte marcial pela ofensa de Haggard, o que iria aumentar seus anos de serviço. Vendo que não têm outra escolha senão correr, Redford sugere que o grupo persiga o ouro. Eles chegam a um porto e encontram um navio cheio de ouro. No entanto, o Exército Americano os encontra e os força a se renderem antes de chegarem ao navio. Um trato é feito, e o esquadrão teria suas infrações retiradas se investigassem Serdaristan, já que estão oficialmente deserdados, retirando qualquer responsabilidade do Exército Americano. Apesar de Serdaristan ser um país neutro, o Exército Americano suspeita que o país está apoiando ambos os lados no conflito, assim abandonando sua neutralidade. As novas ordens do esquadrão são de capturar o ditador de Serdaristan, Zavomir Serdar, infiltrando em seu palácio. Serdaristan é logo considerado "não neutro" depois de abater o helicóptero UH-60 Black Hawk Americano que trouxe o esquadrão para o Serdaristan. Eles avançam para o palácio do ditador, e o encontram trancado em sua sala jogando golfe. O ditador fala que os Legionários invadiram o país para pagar aos seus soldados. Na tentativa de escapar, eles são informados que o Exército Americano cortou quaisquer laços com eles e que devem achar uma saída por si próprios. O esquadrão escapa com Serdar em seu helicóptero Mil Mi-24 dourado.
Depois um voo longo por Serdaristan, o esquadrão é abatido por um helicóptero Ka-52 e cai na Rússia. Preston acorda sozinho e, com ajuda de Mike-One-Juliet, chega a um monastério, onde o resto do esquadrão escapou depois do acidente. Serdar, no entanto, foi capturado após o acidente e o esquadrão o salva da execução pelos Legionários. Escapando num bote, eles deixam Serdar numa ilha pequena e isolada depois de ele pedir por exílio. O esquadrão chega em Sadiz, uma cidade inacabada em algum lugar no Mar Cáspio. Na praia, o grupo avista o navio que viram antes em Serdaristan. Eles avançam através da resistência e descobrem que o Exército Americano também está montando uma ofensiva ali e temem pela competição pelo ouro.
Depois de atrasar a ofensiva americana destruindo duas pontes, o grupo chega a uma garagem cheia de ouro. O esquadrão é atacado pelo Legionário no seu Ka-52 particular. Preston derruba o Legionário e eles retornam ao ouro, descobrindo que o Exército Americano está os colocando em caminhões. Prevendo a derrota, eles começam a se retirar, mas são abordados pelo oficial americano em comando. Preston o convence que são soldados em operação e o oficial dá a ordem para eles levarem o caminhão "cheio de ferro-velho" que está na verdade cheio de ouro, e se juntar ao comboio. O esquadrão obedece, e abandona o comboio depois de pegar o ouro.
O jogo termina e em seguida mostra os destroços do Ka-52. O Legionário emerge dos escombros em chamas com uma expressão vingativa, aparentemente ileso.

## Multijogador
Multiplayer suporta até 24 pessoas. Gold Rush era o único modo multiplayer incluso na versão inicial de lançamento do Battlefield: Bad Company. A configuração do jogo é um cenário de Atacantes x Defensores. Os oito mapas iniciais são: Harvest Day, Over and Out, End of the Line, Ascencion, Valley Run, Deconstruction, Oasis, e Final Ignition, todos com ambientes destrutíveis, atmosferas características, e veículos. Um time deve defender dois baús cheios de ouro enquanto o outro time tenta destruir os baús. Assim que os baús são destruídos, mais do mapa se torna disponível pro conflito com novos baús, juntamente com novos reforços para o lado dos atacantes. O lado dos atacantes tem um número limitado de vidas por base para conseguir o objetivo de conquistar de 3 a 5 bases (dependendo do mapa), cada uma contendo 2 baús. O time defensor tem um número infinito de vidas, mas o seu objetivo é esgotar o número de vidas do time atacante.

### Patentes
O jogo tem 25 patentes, todas do Exército Americano (corporal, sergeant, Colonel, etc.), similar ao Battlefield 2, que usa
as patentes do Corpo de Fuzileiros Navais dos Estados Unidos.
A patente mais alta exige 37.000 pontos no jogo, comparado com uma média de 50-650 por jogo. Créditos são destravados quando as patentes são elevadas para destravar armas novas. No entanto, as armas inclusas no programa "Find All Five" (Encontre todas as Cinco) não podem der destravadas usando estes créditos. Tais créditos não são dados em todas patentes. Cinco armas podem ser destravadas somente por chegar à patente 25 ou comprando a Edição Gold.

### Prêmios
Os jogadores podem ganhar diversos tipos de prêmios. Trophies podem ser ganhos por matar múltiplas vezes com uma certa classe,
por matar para defender um objetivo ou outras ações relacionadas com o time. Estes podem ser ganhos múltiplas vezes durante um jogo. Patches podem ser ganhos pela aquisição de certos trophies ou completando certo critério durante a partida online.
Patches só podem ser ganhos uma vez pelo jogador. Wildcards são premiados uma única vez para o jogador por completar uma combinação de diferentes requisitos. Estes são mais difíceis de ganhar do que os trophies e patches. Além destes prêmios do jogo,
Battlefield: Bad Company é compatível com os achievements do Xbox 360 e trophies do PlayStation 3.

### Classes
De maneira similar ao Battlefield 2142, o número de classes de soldados é pequena comparado à jogos anteriores
da série, resultando numa combinação de classes clássicas de soldados. As classes no jogo são:
- Assault: No geral, uma boa classe, armada com um fuzil de assalto e habilidade para se curar;
- Demolition: Soldado anti-veículo equipado com uma shotgun, um lança míssil, e minas terrestres anti-veículos;
- Recon: Classe de longo alcance com uma sniper rifle e explosivo guiado por sensor de movimento;
- Specialist: Classe de curto alcance equipado com uma submetralhadora com silenciador e C-4 para destruir tanques;
- Support: Classe de suporte com metralhadora leve, grande capacidade de munição e equipamento de regeneração para soldados e veículos;

Cada classe possui uma arma principal opcional (máximo de 5 armas opcionais por classe), 3 armas/dispositivos secundários, e uma faca. Com a faca, o jogador pode avançar de patente mais rápido do que com qualquer outra arma, já que ele irá ganhar além dos pontos padrão pela morte, irá ganhar a dog tag (plaqueta de identificação) do inimigo, que irá resultar em pontuação bônus (dependendo do nível do inimigo).

## Características

### Ambientes Destrutíveis
O motor de jogo Frostbite Engine permite que 90% do ambiente seja destruído, incluindo prédios, vegetação (incluindo árvores, grama e arbustos), veículos, outros jogadores e o terreno. Por razões técnicas, as estruturas básicas dos prédios e alguns objetos
permaneceram indestrutíveis para prevenir total destruição de pontos chave e prevenir de o estágio ficar completamente descampado. Adicionalmente, o jogo possui iluminação dinâmica para obedecer às mudanças de ambiente.

### Veículos
Battlefield: Bad Company possui uma grande diversidade das três facções do jogo que podem ser usadas pelo jogador. Tanques, veículos de ataque à infantaria, carros blindados, helicópteros, botes de patrulha e sistema de armas anti-aéreas móvel. Ao contrário de versões anteriores da série Battlefield, aviões como caças e bombardeiros não estão disponíveis neste jogo.

## Find All Five
Find All Five (Encontre todas as Cinco) é uma maneira de os jogadores liberarem armas específicas. O site oficial do jogo inclui eventos promocionais que dão ao jogador códigos para que as armas sejam liberadas. Essas armas incluem o rifle de assalto Belga F2000, a shotgun automática USAS-12, a metralhadora M60, o rifle de precisão QBU-88 e a submetralhadora Uzi com silenciador.
Os cinco eventos do Site da EA instrui os jogadores à participar no programa de veteranos do Battlefield,
checar as estatísticas do jogador online depois das partidas, registrar para o jornal BF, reservar o jogo através das lojas Participantes, e chegar à patente 4 no demo do jogo.
Depois de aprender sobre o sistema, muitos jogadores se irritaram com a vantagem em potencial durante o jogo que seria dada aos jogadores dispostos à pagar mais por reservas do jogo, ou compartilhar informações pessoais através do cadastro do jornal.
Em 11 de Setembro de 2008, o site do Battlefield: Bad Company revelou que três dos cinco códigos Find All Five iriam ser liberados devido à falta de disponibilidade. Essas três armas foram a QBU-88 Sniper Rifle, M60 Light Machine Gun e a Silenced Mini Uzi Sub-Machine Gun. O código para a USAS12 FUll-Automatic Shotgun vazou pouco tempo depois. A F2000 Assault Rifle está sendo mantida como arma exclusiva para veteranos da série. Os códigos para destravar as armas podem ser encontrados no badcompany.ea.com.